# Hyperepia pi
Hyperepia pi är en fjärilsart som beskrevs av Barnes och Arthur Ward Lindsey 1922. Hyperepia pi ingår i släktet Hyperepia och familjen nattflyn. Inga underarter finns listade i Catalogue of Life.